# Racja Polskiej Lewicy

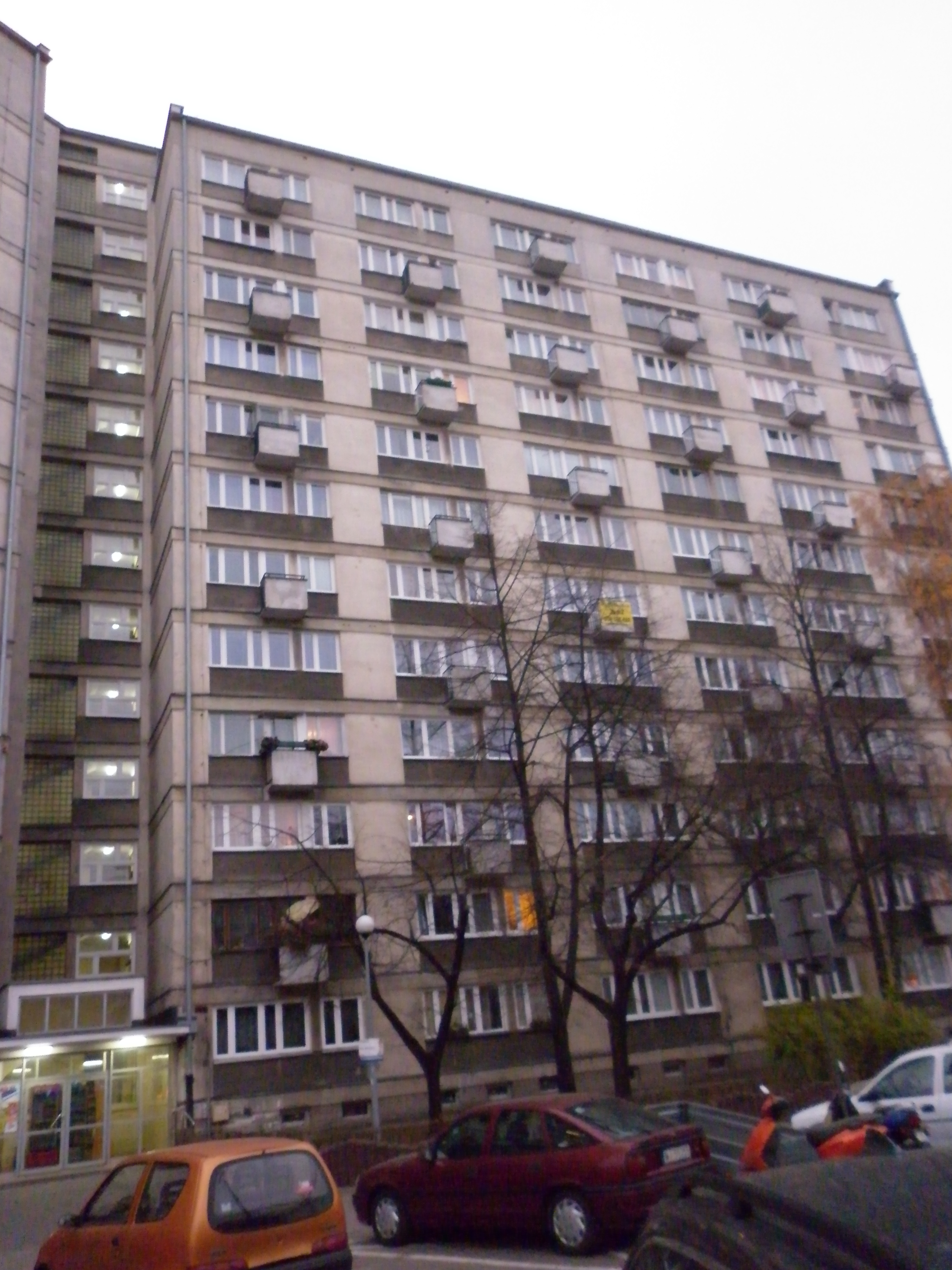
Budynek, w którym znajdowała się siedziba RACJI Polskiej Lewicy, przy ulicy Emilii Plater w Warszawie

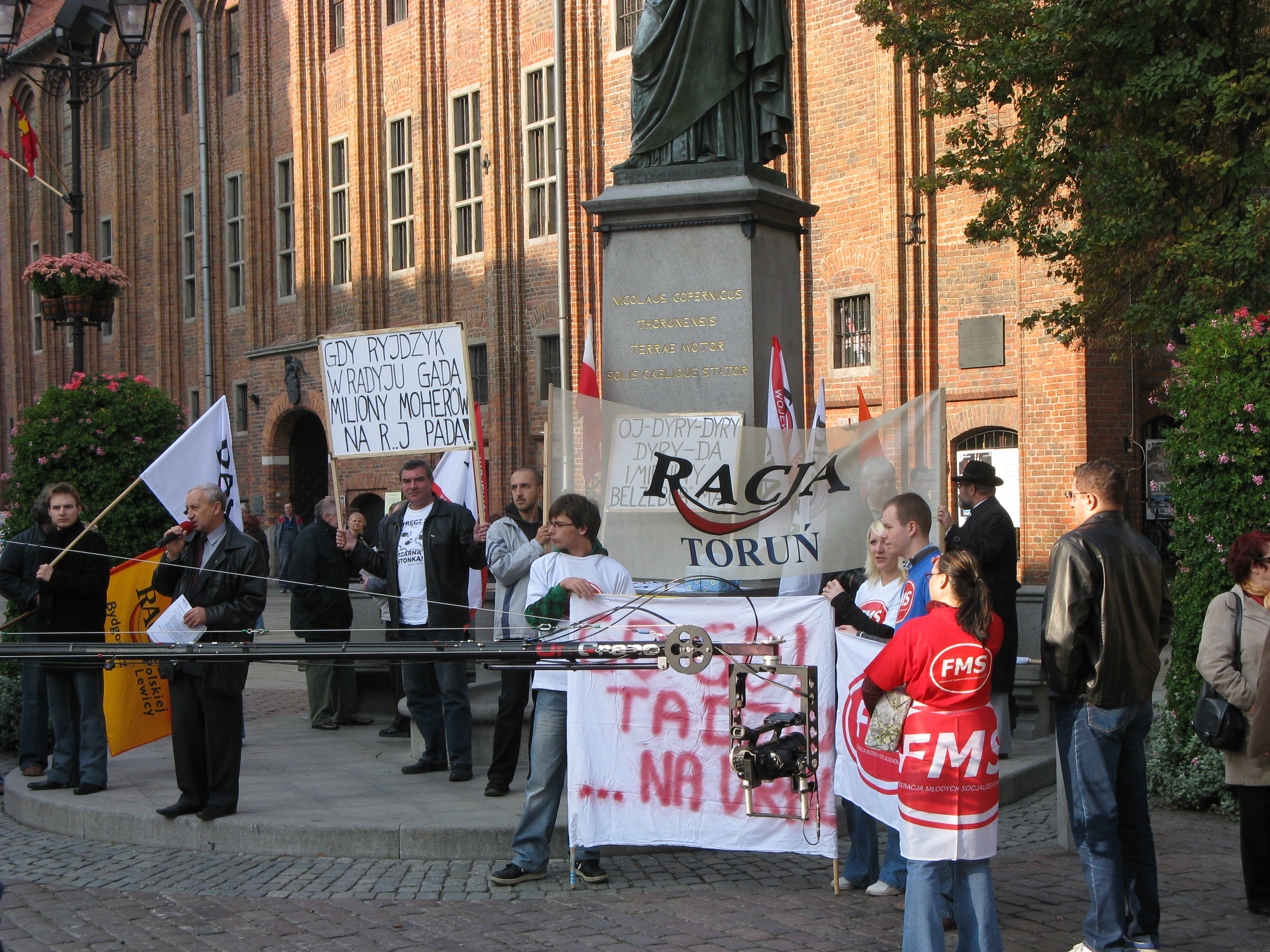
Manifestacja antyklerykalna w Toruniu

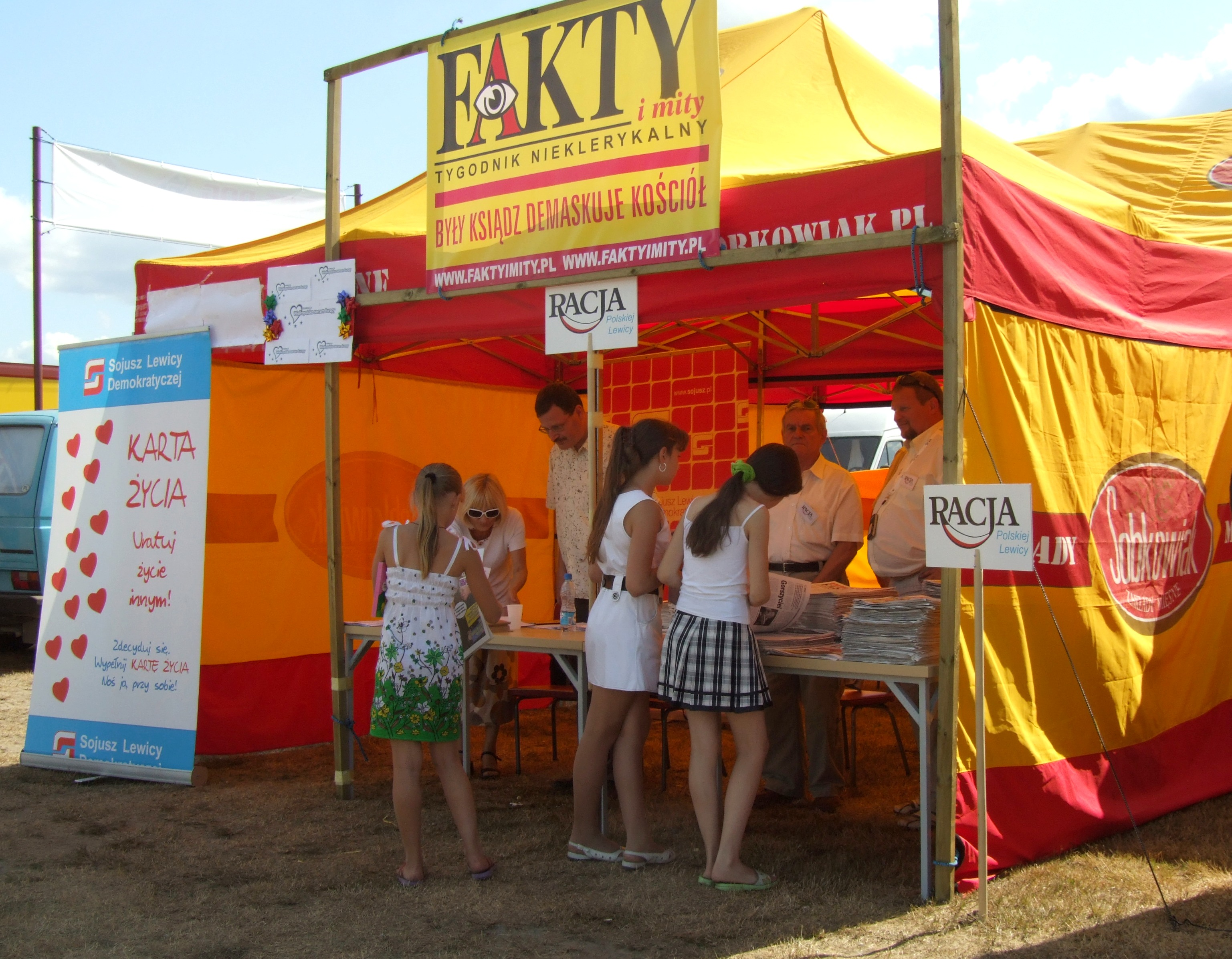
Stoisko partii i magazynu „Fakty i Mity” w czasie „Święta Świni” w Siedlcu

Racja Polskiej Lewicy (Racja PL, Racja; nazwa stylizowana: RACJA Polskiej Lewicy) – polska lewicowa partia polityczna o programie socjaldemokratycznym, istniejąca od 8 sierpnia 2002 do 23 listopada 2013.
Partia została zarejestrowana sądownie 8 sierpnia 2002 pod nazwą Antyklerykalna Partia Postępu „Racja” (APP „Racja”, APP, APPR, APP RACJA). Od 14 stycznia 2006 występowała jako „RACJA Polskiej Lewicy”. Inicjatorem jej powstania był na początku 2002 antyklerykalny tygodnik „Fakty i Mity”. 23 listopada 2013 kongres partii zatwierdził podjętą 5 października uchwałę rady krajowej partii o przystąpieniu Racji do partii Twój Ruch, w związku z czym uległa ona samorozwiązaniu.

## Historia

### Powstanie partii
Koncepcja powstania partii antyklerykalnej zrodziła się pod koniec 2001. Autorem tej inicjatywy był Roman Kotliński – redaktor naczelny tygodnika antyklerykalnego „Fakty i Mity”. Od marca 2002 zaczęto zbierać podpisy pod deklaracją członkowską dla powstającej partii. 8 sierpnia 2002 Sąd Okręgowy w Warszawie zarejestrował partię pod nazwą Antyklerykalna Partia Postępu „Racja”. Założycielem i pierwszym przewodniczącym partii był Roman Kotliński. Pierwsze koło powstało w Łodzi. W dniach 16–17 maja 2003 odbył się w Piotrkowie Trybunalskim Kongres Założycielski Antyklerykalnej Partii Postępu „Racja”.

### Wybory samorządowe w 2002
Z powodu członu „Antyklerykalna” w nazwie partia miała problemy z rejestracją w sądzie, w związku z tym nie mogła wystartować do wyborów samorządowych w 2002 pod własną nazwą. Partia wystawiła swoich kandydatów pod szyldem Komitetu Wyborczego Wyborców „Antyklerykalna Polska”, który uzyskał w skali kraju 0,85% poparcia.

### Wybory do Parlamentu Europejskiego w 2004
W wyborach do Parlamentu Europejskiego w 2004 partia zarejestrowała listy w 2 z 13 okręgów wyborczych. Uzyskała 18 068 głosów, co dało 0,3% poparcia w skali kraju. Ponadto w jednym okręgu z listy Demokratycznej Partii Lewicy startował członek Racji Zbigniew Goch, który uzyskał 2423 głosy.

### Wybory prezydenckie w 2005
24 lipca 2005 partia podpisała porozumienie wyborcze z partiami lewicy pozaparlamentarnej: Komunistyczną Partią Polski, Polską Partią Ekologiczną – Zielonych, Polską Partią Pracy i Polską Partią Socjalistyczną. 
Kandydatką w wyborach prezydenckich w 2005 popieraną przez partię miała być prof. Maria Szyszkowska, jednakże jej sztab wyborczy nie zebrał wystarczającej liczby podpisów, które umożliwiłyby zarejestrowanie jej kandydatury. W związku z tym partia poparła Daniela Podrzyckiego, jednak tuż przed wyborami zginął on w wypadku samochodowym.

### Wybory parlamentarne w 2005
W wyborach parlamentarnych w 2005 Racja wystawiła swoich kandydatów z list Komitetu Wyborczego Polskiej Partii Pracy wspólnie z Komunistyczną Partią Polski, Polską Partią Ekologiczną – Zielonych i Polską Partią Socjalistyczną. Komitet zdobył 91 266 głosów (0,77% poparcia w skali kraju). Natomiast sama Racja, która wystawiła 113 kandydatów, uzyskała 28 266 głosów, co dało 0,24% poparcia w skali kraju.

### Zmiana nazwy
Podczas II Konwencji Krajowej partii 14 stycznia 2006 podjęto decyzję o zmianie nazwy partii z budzącej szeroką niechęć Antyklerykalnej Partii Postępu „Racja” na Racja Polskiej Lewicy. Działacze partii stwierdzili, że antyklerykalizm w nazwie ograniczał partię w procesie realizacji innych elementów jej programu.

### Wybory samorządowe w 2006
13 września 2006, na mocy podpisanego z Sojuszem Lewicy Demokratycznej porozumienia wyborczego, Racja weszła w skład koalicji samorządowej Porozumienie Lewicy i Demokratów „Wspólna Polska”, w ramach której wystartowała w wyborach samorządowych w 2006. Koalicyjny Komitet Wyborczy SLD+SDPL+PD+UP – Lewica i Demokraci w wyborach do sejmików uzyskał 14,25% poparcia, natomiast sama Racja, która wystawiła na jego listach 84 kandydatów, uzyskała 53 322 głosy, co dało 0,44% poparcia w skali kraju.

### Wybory parlamentarne w 2007
W wyborach parlamentarnych w 2007 kandydaci partii znaleźli się na listach Lewicy i Demokratów (jeden członek partii znalazł się też na liście Polskiej Partii Pracy). Żaden z nich nie uzyskał mandatu. Członkowie RACJI PL uzyskali łącznie 10 264 głosy (0,06% w skali kraju).

### Wybory do Parlamentu Europejskiego w 2009
W wyborach do Parlamentu Europejskiego w 2009 partia nie porozumiała się z Polską Partią Socjalistyczną i ostatecznie nie wystawiła własnego komitetu. Jedyną kandydatką w wyborach należącą do Racji była Magdalena Mieczkowska, startująca z listy Polskiej Partii Pracy (która nie osiągnęła progu wyborczego). Uzyskała ona w okręgu zachodniopomorskim 894 głosy.

### Wybory prezydenckie w 2010
W wyborach prezydenckich w 2010 partia poparła kandydaturę przewodniczącego SLD Grzegorza Napieralskiego.

### Wybory parlamentarne w 2011
W wyborach parlamentarnych w 2011 ugrupowanie wystawiło 108 kandydatów do Sejmu z list Ruchu Palikota (1 członek partii znalazł się też na liście SLD). Przedstawiciele Racji wystartowali w 33 okręgach. Reprezentanci Racji PL na listach Ruchu Palikota uzyskali 134 239 głosów (0,93% poparcia w skali kraju). Mandaty poselskie z list Ruchu Palikota uzyskało 2 kandydatów Racji: ówczesny wiceprzewodniczący partii Jan Cedzyński oraz honorowy członek ugrupowania, jego założyciel Roman Kotliński.

### Udział w Europie Plus i schyłek działalności
W lutym 2013 Racja PL i Ruch Palikota podjęły współpracę programową z Socjaldemokracją Polską, Unią Pracy i Unią Lewicy. W czerwcu tego samego roku Racja, Ruch Palikota, SDPL, UL, PPP, Stronnictwo Demokratyczne, Partia Demokratyczna i stowarzyszenie Ryszarda Kalisza Dom Wszystkich Polska podpisały deklarację o współpracy politycznej w ramach Europy Plus. 5 października tego samego roku rada krajowa Racji podjęła uchwałę o wejściu skład nowej partii Twój Ruch (łączącej Ruch Palikota m.in. ze środowiskiem stowarzyszenia Europa Plus). Decyzję o połączeniu partii zatwierdził kongres Racji zwołany na 23 listopada 2013. Przewodniczący partii Jan Cedzyński wybrany został 5 października awansem w skład zarządu tego ugrupowania (powstałego dzień później; po około roku wystąpił jednak z partii i w latach 2015–2016 działał w SLD). Także drugi z rekomendowanych przez Rację posłów, jej założyciel Roman Kotliński, znalazł się poza klubem TR. Ostatecznie, po sporach prawnych, Racja PL została wykreślona z ewidencji 23 marca 2016.

### Racja Polska
Działacze nieuznający przewodnictwa Jana Cedzyńskiego kontynuowali działalność początkowo pod dawną nazwą, zaś 26 października 2013 przyjęli nazwę „Racja Polska”. Liderem tego ugrupowania pozostał Ryszard Dąbrowski. Charakter formacji pozostał antyklerykalny i lewicowy, jednak przybrała ona też zabarwienie narodowe. Obiektem krytyki tego środowiska bywali często Żydzi.

## Program polityczny

### Zagadnienia ustrojowe
Program Racji postulował zwiększenie władzy rządu kosztem prezydenta oraz likwidację Senatu. Program ten głosił również zmniejszenie Sejmu i zmianę jego roli. Ponadto jednym z postulatów było zwiększenie częstotliwości referendów.
Racja proponowała odpolitycznienie stanowisk i wprowadzenie konkursów na stanowiska pochodzące w nadania politycznego. 
Partia opowiadała się za odchudzeniem administracji poprzez likwidację powiatów i zmniejszenie liczby radnych do 25% obecnego stanu.

### Program gospodarczy
Głównym postulatem gospodarczym była socjalna gospodarka wolnorynkowa przy zachowaniu interwencjonizmu państwa. Dodatkowo RACJA chciała zablokowania dalszej prywatyzacji i zachowania usług publicznych w rękach państwowych. Program RACJI zakładał podniesienie pensji minimalnej. Partia opowiadała się też za zachowaniem własności prywatnej, państwowej i spółdzielczej.
Jednym z elementów państwowych w gospodarce miała według Racji być edukacja, do której dostęp mieliby mieć wszyscy obywatele. Program partii zakładał wprowadzenie odpłatności za studia wyższe przy jednoczesnym zwiększeniu systemu stypendiów i kredytów studenckich.
Racja opowiadała się za podatkiem progresywnym i zwiększeniu kwoty wolnej od podatku do poziomu minimum socjalnego w rodzinie.

### Polityka zagraniczna
Racja chciała silnej Unii Europejskiej, która miałaby się przeistoczyć w państwo związkowe (na wzór Stanów Zjednoczonych). Mimo tego w statucie partii Racja Polskiej Lewicy zapisano: RACJA Polskiej Lewicy uważa za swój obowiązek umacnianie niepodległości Rzeczypospolitej Polskiej. Partia żądała rewizji stosunków ze Stanami Zjednoczonymi oraz wycofania wojsk z Afganistanu.

### Kwestie społeczne
Program Racji zakładał państwo świeckie i pozbawienie Kościoła finansowania ze środków budżetu państwa i samorządów. Świeckość państwa miała się przejawiać między innymi w rezygnacji z nauki religii w szkołach.
Jednym z postulatów była także równość (m.in. płci), która przejawiała się np. poprzez postulaty legalizacja związków partnerskich, w tym homoseksualnych.

### Inne zagadnienia
RACJA Polskiej Lewicy opowiadała się za likwidacją subwencji dla partii i radykalnym ograniczeniem finansowania kampanii wyborczych z funduszu państwa. Politycy RACJI chcieli silnej, ale mało licznej, armii zawodowej. Opowiadali się za zmianą kary więzienia na kary finansowe i świadczenie pracy.

## Struktura i działacze
Krajowymi władzami uchwałodawczymi Racji PL były Kongres, Konwencja Krajowa i Rada Krajowa. Krajową władzą wykonawczą był Zarząd Krajowy.
Pierwszym przewodniczącym Racji był Roman Kotliński, redaktor naczelny tygodnika „Fakty i Mity”. 4 kwietnia 2003 na łamach „Faktów i Mitów” ogłosił on rezygnację z tej funkcji. Jego następcą został Piotr Musiał i pełnił tę funkcję do 24 kwietnia 2005 (przeszedł później do nowo powstałej Unii Lewicy III RP i kilka miesięcy później został jej przewodniczącym). Na Radzie Krajowej 21 maja 2005 wybrano tymczasowego przewodniczącego Tomasza Srokę. Od 25 czerwca 2005 do 22 września 2007 przewodniczącym partii był Jan Barański. Od 22 września 2007 funkcję tę pełniła prof. Maria Szyszkowska. Po jej odejściu z partii w marcu 2009 nową przewodniczącą została Wiesława Teresa Jakubowska. 11 czerwca 2011 zastąpił ją Ryszard Dąbrowski. 26 stycznia 2013 rada krajowa zawiesiła go na tej funkcji, a na p.o. przewodniczącego powołała posła Jana Cedzyńskiego. 27 kwietnia 2013 kongres powołał Jana Cedzyńskiego na przewodniczącego. Część działaczy partii na czele z Ryszardem Dąbrowskim uznała obydwie te decyzje za nielegalne, jednak Sąd Okręgowy w Warszawie zatwierdził zmiany dokonane na kongresie. Po wejściu Racji w skład Twojego Ruchu Jan Cedzyński zasiadał w zarządzie tej partii.
Partia posiadała struktury w każdym dużym mieście Polski.
Do partii należał m.in. Jerzy Prokopiuk. Członkami honorowymi ugrupowania byli Wojciech Jaruzelski, Joanna Senyszyn, Maria Szyszkowska, Roman Kotliński i Krystyna Helena Sienkiewicz.

## Poparcie w wyborach
| Wybory | Poparcie | Zmiana punktów procentowych | Mandaty (Sejm) | Zmiana | Mandaty (Senat) | Zmiana |
| ------ | -------- | --------------------------- | -------------- | ------ | --------------- | ------ |
| 2005   | 0,24%    | -                           | 0              | -      | -               | -      |
| 2007   | 0,06%    | 0,18                        | 0              | -      | -               | -      |
| 2011   | 0,93%    | 0,87                        | 2              | 2      | -               | -      |

| Wybory | Poparcie | Zmiana punktów procentowych | Mandaty | Zmiana | L. miejsc dla Polski |
| ------ | -------- | --------------------------- | ------- | ------ | -------------------- |
| 2004   | 0,3%     | -                           | 0       | -      | 54                   |
| 2009   | 0%       | 0,3                         | 0       | -      | 50                   |